# Hilal Tuba Tosun Ayer
Hilal Tuba Tosun Ayer (Ankara, 1970. szeptember 10.–) török nemzetközi női labdarúgó-játékvezető. Felsőfokú tanulmányait İzmirben a Dokuz Eylül Egyetemen testnevelő szakon végezte. Ankarában a Rendőrtiszti Főiskolán vezet foglalkozásokat.

## Pályafutása

### Nemzeti játékvezetés
A játékvezetői vizsgát 1996-ban tette le. Nemzeti labdarúgó-szövetségének megfelelő játékvezető bizottságai minősítése alapján jutott magasabb osztályokba. A küldési gyakorlat szerint rendszeres partbírói, majd 4. bírói szolgálatot is végez. 1997–1998 között az A2 Liga játékvezető asszisztense. Első mérkőzésére 1996. május 11-én került sor. 1998-tól a TFF III. Liga, 2001-től az A2 Liga, 2002-től a TFF II. Liga, 2008-tól női I. Football Liga játékvezetője.

### Nemzetközi játékvezetés
A Török labdarúgó-szövetség (TFF) Játékvezető Bizottsága (JB) terjesztette fel nemzetközi játékvezetőnek, a Nemzetközi Labdarúgó-szövetség (FIFA) 2000-től tartja nyilván női bírói keretében. Több nemzetek közötti válogatott és klubmérkőzést vezetett, vagy működő társának 4. bíróként segített. A FIFA JB nyilvántartása szerint 2. kategóriás bíró. A nemzetközi játékvezetéstől 2013-ban búcsúzott, Dilan Deniz Gökçek váltotta a nemzetközi listán.

#### Női labdarúgó-világbajnokság
A világbajnoki döntőkhöz vezető úton Kínába a 6., a 2011-es női labdarúgó-világbajnokságra, valamint Kanadába a 7., a 2015-ös női labdarúgó-világbajnokság a FIFA JB játékvezetőként alkalmazta. Selejtező mérkőzéseket az UEFA zónában vezetett.

##### 2011-es női labdarúgó-világbajnokság

###### Selejtező mérkőzés
| Időpont              | Helyszín                           | Mérkőzés típusa           | Mérkőzés                         | Eredmény |
| -------------------- | ---------------------------------- | ------------------------- | -------------------------------- | -------- |
| 2010. március 31.    | Káposztás utcai Stadion, Sopron    | előselejtező (4. csoport) | Magyarország–Bosznia-Hercegovina | 2 – 0    |
| 2009. szeptember 23. | Stebonheath Park Stadion, Llanelli | előselejtező (8. csoport) | Wales–Csehország                 | 2 – 0    |

##### 2015-ös női labdarúgó-világbajnokság

###### Selejtező mérkőzés
| Időpont           | Helyszín                     | Mérkőzés típusa           | Mérkőzés                 | Eredmény | Nézők száma |
| ----------------- | ---------------------------- | ------------------------- | ------------------------ | -------- | ----------- |
| 2013. október 27. | Ramat Gan Stadion, Ramat Gan | előselejtező (3. csoport) | Izrael–Málta             | 2 – 0    | 110         |
| 2014. április 5.  | Jean-Bouin Stadion, Angers   | előselejtező (7. csoport) | Franciaország–Kazahsztán | 7 – 0    | 7231        |

#### Női labdarúgó-Európa-bajnokság

##### U19-es női labdarúgó-Európa-bajnokság
Franciaország rendezte a 11., a 2008-as U19-es női labdarúgó-Európa-bajnokságot, ahol a FIFA/UEFA JB bíróként foglalkoztatta.

##### 2008-as U19-es női labdarúgó-Európa-bajnokság

###### Európa-bajnoki mérkőzés
| Időpont          | Helyszín                                       | Mérkőzés típusa              | Mérkőzés               | Eredmény |
| ---------------- | ---------------------------------------------- | ---------------------------- | ---------------------- | -------- |
| 2008. július 7.  | Georges Boulogne Stadion, Amboise              | csoportmérkőzés (B. csoport) | Svédország–Skócia      | 2 – 1    |
| 2008. július 13. | Jules Ladoumègue Stadion, Romorantin-Lanthenay | csoportmérkőzés (A. csoport) | Norvégia–Franciaország | 1 – 1    |
| 2008. július 16. | Marcel Saupin Stadion, Tours                   | egyik elődöntő               | Németország–Norvégia   | 1 – 1    |

---
A női európai labdarúgó torna döntőjéhez vezető úton Svédország rendezte a 2013-as női labdarúgó-Európa-bajnokságot, ahol az UEFA JB játékvezetőként alkalmazta.

##### 2013-as női labdarúgó-Európa-bajnokság

###### Selejtező mérkőzés
| Időpont              | Helyszín                        | Mérkőzés típusa           | Mérkőzés              | Eredmény | Nézők száma |
| -------------------- | ------------------------------- | ------------------------- | --------------------- | -------- | ----------- |
| 2012. április 4.     | Nea Smyrni Stadion, Athén       | előselejtező (1. csoport) | Görögország–Macedónia | 2 – 2    | 189         |
| 2012. szeptember 19. | Káposztás utcai Stadion, Sopron | előselejtező (3. csoport) | Magyarország–Bulgária | 9 – 0    | 65          |
| 2011. szeptember 21. | TATA Steel Stadion, Velsen-Zuid | előselejtező (6. csoport) | Hollandia–Szerbia     | 6 – 0    | 2018        |